# Trace Bundy
Trace Bundy er en instrumental, akustisk guitarist, som bor og optræder i Boulder, Colorado. Han er specielt kendt som "The Acoustic Ninja" (Den akustiske ninja) og for sin fingerteknik, hvor han spiller med begge hænder på gribebrættet (en teknik, kaldet tapping). Han har skrevet en sang ved navn "Hot Capo Stew", der bliver spillet ved brug af 5 Capotastos.